# Liechtensteiner-Cup 1962-1963
La Liechtensteiner-Cup 1962-1963 è stata la 18ª edizione della coppa nazionale del Liechtenstein conclusa con la vittoria finale del FC Schaan, al suo secondo titolo.
Della competizione è noto solo il risultato della finale.

## Finale
| Vaduz | FC Schaan | 3 – 1 | FC Ruggell |  |